# Essex (Nueva York)
Essex es un pueblo ubicado en el condado de Essex en el estado estadounidense de Nueva York. En el año 2000 tenía una población de 713 habitantes y una densidad poblacional de 8.7 personas por km².

## Geografía
Essex se encuentra ubicado en las coordenadas 44°16′41″N 73°24′35″O / 44.27806, -73.40972.

## Demografía
Según la Oficina del Censo en 2000 los ingresos medios por hogar en la localidad eran de $37,596, y los ingresos medios por familia eran $40,104. Los hombres tenían unos ingresos medios de $26,905 frente a los $19,583 para las mujeres. La renta per cápita para la localidad era de $20,087. Alrededor del 11.0% de la población estaban por debajo del umbral de pobreza.